# St. Marien (Borken-Gemen)

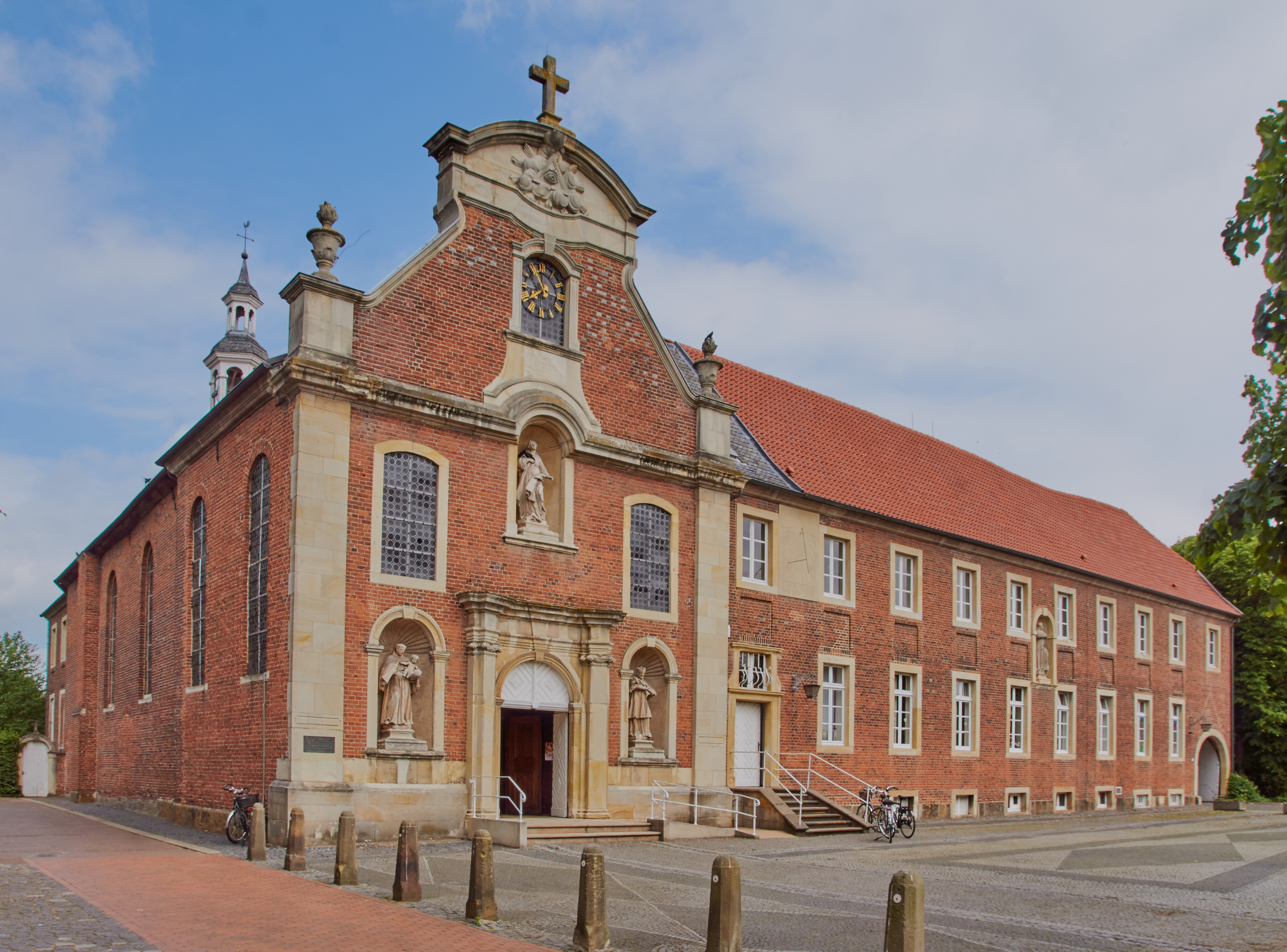
St. Marien mit ehemaligem Franziskanerkloster

Die katholische Pfarrkirche St. Marien steht im historischen Zentrum von Gemen, einem Stadtteil von Borken. Das volle Patrozinium lautet Zur Unbefleckten Empfängnis Mariens. Die Kirche nebst Franziskaner-Klosteranlage gehört zu dem historisch und kunstgeschichtlich bedeutenden Komplex von Burg und Freiheit Gemen.
Die Kirche ist ein Saalbau mit einer reich gegliederten Fassade in münsterländischen Barockformen. Seitlich schließt sich das schlichte Klostergebäude an. Die Kirche wurde mit Unterstützung der Gräfin Charlotte Amalie von Limburg-Stirum  von 1705 bis 1708 erbaut. Die Seelsorge übernahmen zunächst Franziskaner der Sächsischen Franziskanerprovinz (Saxonia), für die  Charlottes  Sohn Otto Ernst Leopold 1719 den Bau einer Franziskanerresidenz an der Kirche stiftete.
Bis auf die Orgel ist die Ausstattung der Kirche vollständig erhalten. Sie verfügt über drei Altäre, eine Kanzel und eine Empore, ein historisches Chorgestühl sowie historische Kirchenbänke, Kommunionbank, Beichtstühle, Statuen und Bilder.

## Orgel
In den 1980er Jahren erhielt die Kirche eine neue Orgel. Dazu wurde ein barockes Orgelgehäuse erworben und in die Emporenbrüstung eingefügt. Die Orgel wurde von Franz Breil erbaut. 
| I Hauptwerk C– |                |       |
| 1.             | Offenflöte     | 8′    |
| 2.             | Principal      | 4′    |
| 3.             | Gedacktflöte   | 4′    |
| 4.             | Octave         | 2′    |
| 5.             | Mixtur III     | 1 ⁄3′ |
| 6.             | Kopftrompete 0 | 8′    |

| II Brustwerk C– |                   |       |
| 07.             | Bleigedackt       | 8′    |
| 08.             | Gamba             | 8′    |
| 09.             | Blockflöte        | 4′    |
| 10.             | Principal         | 2′    |
| 11.             | Sesquialtera II 0 | 2 ⁄3′ |
|                 | Tremulant         |       |

| Pedalwerk C–f1 |              |     |
| 12.            | Subbass      | 16′ |
| 13.            | Offenflöte 0 | 08′ |

- Koppeln: II/I, I/P, II/P